# 68719 Jangyeongsil
68719 Jangyeongsil è un asteroide della fascia principale. Scoperto nel 2002, presenta un'orbita caratterizzata da un semiasse maggiore pari a 2,4674358 UA e da un'eccentricità di 0,1021486, inclinata di 4,88156° rispetto all'eclittica.
L'asteroide è dedicato allo scienziato coreano Jang Yeong-sil.